# Klemens August Wittelsbach
Klemens August Ferdynand Maria Hiacynt Wittelsbach OT (ur. 17 sierpnia 1700 w Brukseli, zm. 6 lutego 1761 w Ehrenbreitstein) – książę bawarski, książę-elektor Kolonii, arcykanclerz Włoch, arcybiskup Kolonii w latach 1723–1761, biskup Ratyzbony, Münsteru, Paderborn, Hildesheim, Osnabrück.

## Życiorys
Pochodził z rodu Wittelsbachów. Był synem księcia elektora Bawarii Maksymiliana II Emanuela i Teresy Kunegundy z Sobieskich. Jego dziadkami byli: książę elektor Bawarii Ferdynand Maria Wittelsbach i Henrietta Adelajda Sabaudzka oraz król Polski Jan III Sobieski i Maria Kazimiera d’Arquien.
Od najmłodszych lat przeznaczony do kariery duchownej. Studiował w Rzymie. W 1715 został koadiutorem biskupa w Ratyzbonie, a w roku następnym ordynariuszem tej diecezji. W 1719 otrzymał biskupstwa w Paderborn i w Münster. W listopadzie 1723 sięgnął po jedną z najbardziej prestiżowych godności kościelnych w Rzeszy, tytuł arcybiskupa Kolonii. Tym samym wszedł do grona elektorów mających wpływ na obsadę tronu cesarskiego. Nie był usatysfakcjonowany do końca stanem posiadania beneficjów kościelnych postarał się jeszcze o dwa biskupstwa: w Hildesheimie (1724) i w Osnabrücku (1728). W 1732 bezskutecznie zabiegał o najbardziej zaszczytny tytuł arcybiskupa Moguncji. Po Franciszku Ludwiku Pfalz-Neuburg udało mu się odziedziczyć jednak tylko tytuł wielkiego mistrza zakonu krzyżackiego, który jako rekompensatę otrzymał dzięki protekcji cesarza Karola VI.
Podczas wojny sukcesyjnej polskiej opowiedział się po stronie Francji, pozwalając przejść jej wojskom przez swoje terytoria. W czasie wojny sukcesyjnej austriackiej wspierał swojego brata w staraniach o koronę cesarską i lawirował między dworami europejskimi, aby tylko pomóc rodowi Wittelsbachów w przyjęciu tej godności. Gdy sukces został osiągnięty koronował Karola VII we Frankfurcie nad Menem.
Klemens August Wittelsbach rezydował głównie w Bonn, gdzie utrzymywał ogromny dwór. Otaczał się przepychem, ufundował kilka wspaniałych rezydencji i pałaców. Trwonił wielkie sumy pieniędzy na: utrzymanie metres, polowania, zakupy wyszukanych strojów. Miał kaprys do urządzania wspaniałych barokowych ceremonii kościelnych, które onieśmielały wiernych swoim przepychem.
Zmarł nagle 6 lutego 1761 na zamku Ehrenbreitstein. Pochowany został w katedrze w Kolonii.